# Carbaryl
Le carbaryl  est une substance active de produit phytosanitaire (ou produit phytopharmaceutique, ou pesticide), qui présente un effet insecticide, et de régulateur de croissance agissant sur la chute des fruits, et qui appartient à la famille chimique des carbamates.

## Réglementation
Sur le plan de la réglementation des produits phytopharmaceutiques :
- pour l’Union européenne : cette substance active est en révision en vue de l'inscription à l’annexe I de la directive 91/414/CEE.
- pour la France : cette substance active est autorisée dans la composition de préparations bénéficiant d’une autorisation de mise sur le marché. Toutefois, à la suite de la directive 2008/59/CE du 28 juin 2008, qui a revu à la baisse un certain nombre de limites maximales de résidus, les préparations contenant du carbaryl et ne permettant pas de respecter ces nouvelles normes, ont fait l'objet de mesures de retrait du marché.

L'autorisation de mise sur le marché a été supprimée en France en avril 2007 pour le Carbyl, une spécialité vétérinaire contenant du Carbaryl, celui-ci ayant été jugé cancérogène.

## Caractéristiques physico-chimiques
Les caractéristiques physico-chimiques dont l'ordre de grandeur est indiqué ci-après, influencent les risques de transfert de cette substance active vers les eaux, et le risque de pollution des eaux :
- Hydrolyse à pH 7 : instable,
- Solubilité : 113 mg·l-1,
- Coefficient de partage carbone organique-eau : 120 cm3·g-1. Ce paramètre, noté Koc, représente le potentiel de rétention de cette substance active sur la matière organique du sol. La mobilité de la matière active est réduite par son absorption sur les particules du sol.
- Durée de demi-vie : 10 jours. Ce paramètre, noté DT50, représente le potentiel de dégradation de cette substance active, et sa vitesse de dégradation dans le sol.
- Coefficient de partage octanol-eau : 2,36. Ce paramètre, noté log Kow ou log P, mesure l’hydrophilie (valeurs faibles) ou la lipophilie (valeurs fortes) de la substance active.

## Écotoxicologie
Sur le plan de l’écotoxicologie, les concentrations létales 50 (CL50) dont l'ordre de grandeur est indiqué ci-après, sont observées :
- CL50 sur poissons : 0,75 mg·l-1,
- CL50 sur daphnies : 0,005 mg·l-1,
- CL50 sur algues : 0,03 mg·l-1.

## Toxicité pour l’homme
Sur le plan de la toxicité pour l’Homme, la dose journalière acceptable (DJA) est de l’ordre de : 0,003 mg·kg-1·j-1.
Une étude publiée dans le Environmental Health Perspectives a établi une corrélation entre le Carbaryl et l'apparition de mélanome chez l'homme.